# Sozialräumliche Struktur
Die sozialräumliche Struktur (auch: sozialräumliche Strukturen; sozialräumliche Gliederung; sozialräumliche Organisation; sozialräumliche Entwicklung) bildet das Verhältnis zwischen Sozialstruktur und Raum ab.
Unter Raum wird hier kein statischer „Behälter“ verstanden, sondern verschiedene, durch gesellschaftliche Entscheidungen vorangetriebene Ausprägungen räumlicher Entwicklungen (z. B. durch Wohnbebauungen, Flurbereinigungen, Verkehrsinfrastrukturen, Grünzüge, Sportstätten). Besonderes Interesse bei der Beschreibung sozialräumlicher Strukturen findet darum die „gebaute Umwelt“ (engl.: built environment). Es gibt nicht ‚den‘ Raum, sondern physischen Raum und sozial produzierten Raum, die wechselseitig aufeinander bezogen sind. Jedenfalls für das menschliche Erkenntnisvermögen, weil der Mensch von Beginn an ein soziales Wesen ist.
Die Sozialstruktur ist die Gesamtheit der sozialen Wirkungszusammenhänge und der relativ dauerhaften Grundlagen einer Gesellschaft. Die Sozialstruktur bezeichnet die sich aus der jeweiligen Gesellschaftsform ergebende Zugehörigkeit von Menschen zu Klassen, Schichten, Milieus, Ethnien oder Geschlechtsidentitäten. Sozialstruktur beinhaltet darum u. a. Vermögens-, Einkommens-, Macht-, Prestige- und Geschlechterordnungen.
In vielen Städten der Bundesrepublik Deutschland ist die sozialräumliche Struktur durch weiter wachsende soziale Disparitäten in ihr gekennzeichnet.
Die Anordnung der Strukturelemente der sozialräumlichen Struktur wird (auch) durch menschliche Handlungen verursacht. Die meisten Soziologen gehen davon aus, dass die Sozialstruktur einer Gesellschaft entscheidend bleibt für sozialen Wandel; und damit auch für die Ausformung sozialräumlicher Struktur.

## Politische, historische und soziale Bedingtheiten sozialräumlicher Struktur
Bereits zu Beginn des 20. Jahrhunderts hatte der deutsche Soziologe Georg Simmel festgestellt, dass z. B. ein gemeinschaftlich genutztes Haus als Wohn- oder Versammlungsstätte der räumliche Ausdruck seiner soziologischen Energien ist. Für Simmel erhielt der Raum also erst durch die im Raum sich vollziehenden Prozesse sozialen Handelns des Menschen seine spezifische Struktur. Für den französischen Soziologen Emile Durkheim gehörte der 'Raum' zu einem „Substrat“, auf dem jede Gesellschaft ruht (Konzept der 'morphologie sociale').

Die britische Humangeographin Doreen Massey merkte (unter Berücksichtigung der Studien des französischen Soziologen Henri Lefebvre) zum Verhältnis von Raum/Räumlichkeit zum Sozialen an:
„Damit trat zum Aphorismus der 1970er Jahre, dass Raum sozial konstruiert ist, in den 1980er Jahren die andere Seite der Medaille hinzu, dass auch das Soziale räumlich konstruiert ist. Und das macht einen Unterschied. In anderen Worten und in der weitestgehenden Formulierung heißt das, dass Gesellschaft notwendigerweise räumlich konstruiert ist, und dass diese Tatsache – die räumliche Organisation von Gesellschaft – relevant dafür ist, wie diese funktioniert. Wenn aber die räumliche Organisation relevant dafür ist, wie Gesellschaft funktioniert und wie sie sich verändert, dann sind Raum und Räumlichkeit, statt ein Bereich der Erstarrung zu sein, in die Produktion von Geschichte verwickelt und damit (…) potentiell politisch.“
Der britisch-kanadische Geograph Derek Gregory formulierte: „The production of space is not a incidental by-product of social life but a moment intrinsic to its conduct and constitution …“

Die deutschen Stadtsoziologen Hartmut Häußermann und Walter Siebel beschrieben „sozialräumliche Struktur“ folgendermaßen:
„Eine Stadt bildet einen Sozialraum. Ihre sozialräumliche Struktur ist das Ergebnis komplexer Prozesse, in deren Verlauf die unterschiedlichen sozialen Gruppen und Milieus ihren Ort in der Stadt finden bzw. zugewiesen bekommen. Dabei spielen Marktprozesse ebenso eine Rolle wie Machtprozesse, individuelle oder Gruppenpräferenzen ebenso wie historische Entwicklungen.“
Hartmut Häußermann setzte in einer weiteren Definition „sozialräumliche Struktur“ eng in Beziehung zur Entwicklung der sozialen Ungleichheit innerhalb einer Stadt:
„Die sozialräumliche Struktur der Stadt ist Ausdruck von ungleichen Einkommens-, Macht- und Prestigeordnungen, insgesamt also Ausdruck der sozialen Ungleichheit in ihr. Diese sozialräumliche Struktur ergibt sich einerseits aus Marktbeziehungen zwischen Anbietern und Nachfragern von Wohnungen bzw. Grundstücken für kommerzielle Nutzungen, andererseits aber auch aus stadtplanerischen Entscheidungen und aus Investitionen der öffentlichen Verwaltung. Die sozialräumliche Struktur ist daher nicht nur Abbild der sozialen Ungleichheit in der Stadt, sondern sie kann diese soziale Ungleichheit auch verstärken – oder im Gegenteil – kompensieren.“
Viele Aspekte der sozialräumlichen Struktur geraten erst durch historische Betrachtungsweisen in den Blick. Die neuere Geschichtswissenschaft nimmt ein derartig dynamisches und soziales Raumverständnis auf.

## Ausgewählte Aspekte des Verhältnisses zwischen Sozialstruktur und Raum
- Raumstrukturen können sich als (mehr oder weniger) soziale Strukturen[8] erweisen:
- Ein wichtiger Aspekt sozialräumlicher Struktur ergibt sich durch die Verteilung der (sozial vorstrukturierten) Bewohner auf den (räumlich vorstrukturierten) Wohnungsbestand. Beides ist nicht statisch, sondern ein Produkt sozio-ökonomischer Prozesse. Wohnraummangel ist darum vorrangig nicht ein räumliches, sondern ein soziales Problem. Bei der Steuerung des Wohnungsbaus spielt die Wohnungspolitik eine wichtige Rolle.
- an (räumlichen) Standorten, die erhöhten Umweltrisiken ausgesetzt sind (Lärm- und Geruchsbelästigungen, Emissionen von Giften, Bodenverunreinigungen u. a.) müssen vergleichsweise mehr Bevölkerungsgruppen mit einem geringen sozialen Status leben.
- Ein anderer Aspekt ist die räumliche Nähe (bzw. der Verlust dieser Nähe) zwischen Angehörigen verschiedener sozialer Schichten. Die etablierte sozialräumliche Struktur kann Ausgrenzung, aber auch soziale Inklusion begünstigen. Es gilt jedoch: Ausgrenzung und Inklusion sind nicht nur Fragen räumlicher Nähe und des Kontakts verschiedener sozialer Schichten untereinander.
- Wird in Gesellschaften die Vorstellung geteilt, dass Angehörige verschiedener Völker, Kulturen und Ethnien (bzw. historisch auch „Rassen“) unter sich bleiben und keinen Umgang miteinander pflegen sollten, so bilden sich entsprechende sozialräumliche Strukturen heraus (räumliche Trennungen; wohnräumliche Konzentrationen).
- Werden die durch Menschen auf der Erde nutzbaren Räume zu immer knapperen Gütern (z. B. durch Folgen des Klimawandels, bedingt durch Machtmissbrauch politischer und ökonomischer Eliten, bedingt durch Kriege), dann gewinnen räumliche Entwicklungen für die allgemeine Entwicklung der Sozialstruktur an Bedeutung.
- Die Konstruktion von Geschlecht und Raum schlägt sich in der sozialräumlichen Struktur einer Gesellschaft nieder. Eines unter vielen Beispielen: Viele (ältere) migrantische Frauen haben weder ein eigenes Fahrrad noch ein eigenes Auto. Sie sind deshalb stärker als andere gesellschaftliche Gruppen auf einen gut ausgebauten ÖPNV angewiesen (= Mittel der Raumüberwindung; Erreichbarkeit (Verkehr)).
- Die Beschaffenheit der sozialräumlichen Struktur einer Stadt erweist sich u. a. an der Ausgestaltung des Verkehrsraums der Stadt (Teilhabe der Verkehrsteilnehmer).
- Räumliche Mobilität und (in Teilen der Bevölkerung der Bundesrepublik) Abwärtsmobilität (soziale Abstiege) nehmen Einfluss auf die sozialräumliche Struktur. Beide Formen der Mobilität haben in den letzten Jahrzehnten zugenommen und verändern die Bedingungen des Zusammenlebens vor Ort (z. B. die Langfristigkeit von bürgerschaftlichem Engagement).
- Verbindungen zwischen den Bildungseinrichtungen und ihren (räumlichen) Umwelten formen die sozialräumliche Struktur; diese Verbindungen können die sozialräumliche Struktur inklusiver gestalten, zum Beispiel durch Konzepte der Bildungslandschaft.[9]
- Wenn Menschen einzelnen Räumen eine besondere Bedeutung für ihr Sozialleben zuschreiben (hingegen anderen Räumen nicht), so nimmt das Einfluss auf die Ausformung sozialräumlicher Struktur. Zudem können sich Sozialräume unterschiedlicher Qualität/Quantität innerhalb gleicher physischer Grenzen befinden. Beispiele wären unterschiedliche Raumaneignungsstrategien durch Kinder oder sehr alte Menschen und ihre jeweilige Resonanz in städtebaulichen Maßnahmen oder der Gemeinwesenarbeit (GWA). Durch barrierefreies Bauen wird mehr Menschen gesellschaftliche Teilhabe ermöglicht (z. B. durch Bodenleitsysteme).
- Die sozialräumliche Struktur in den Städten wird auch durch die Attraktivität (bzw. die mangelnde Attraktivität) des städtischen Umlands und ländlicher Räume beeinflusst. Sie ist u. a. ein Faktor beim Zuzug in die Stadt.
- Landwirtschaftlich genutzte Räume sind ebenfalls durch sozialräumliche Strukturen gekennzeichnet. Ein Beispiel zur Veränderung der sozialräumlichen Struktur wäre dort etwa: Die Entwicklung der Eigentümerstruktur an Grund und Boden, ihre wirtschaftlichen und sozialen Folgen und raumwirksamen Auswirkungen (z. B. durch landwirtschaftsfremde Investoren[10]). Ein anderes Beispiel: Der Historiker Ewald Frie beschreibt, wie sich das Verhältnis von sozialen Klassen auf dem Land (Westfalen) noch bis in die 1960er Jahre gestalten konnte: „Um ins Dorf zu fahren, musste es Gründe geben. Soziale Verbindungen gehörten bis in die 1960er Jahre für Bauernfamilien wie uns eher nicht dazu. Das Dorf war ein Ort der kleinen Leute, zu denen Bauernfamilien wie wir sich nicht zählten.“[11]
- Soziale Landwirtschaft[12] (siehe auch Green Care) und Solidarische Landwirtschaft sind Initiativen, die auf eine inklusivere sozialräumliche Struktur (nicht nur) im ländlichen Raum zielen.
- Neben Wirtschaft, Staat und Wissenschaft nehmen zivilgesellschaftliche Akteure Einfluss auf die sozialräumlichen Strukturen. Als Beispiele zivilgesellschaftlichen Engagements für eine Veränderung der sozialräumlichen Struktur können die seit einigen Jahren etablierten interkulturellen Gemeinschaftsgärten genannt werden. Diese Gärten machen soziale, kulturelle und ökologische Potentiale einer heutigen Stadtgesellschaft erfahrbar. Fortschreitender Klimawandel (Klimaschutz) und Migration (Integration/Inklusion) sind die Randbedingungen dieser Aneignungen des öffentlichen Raums.

## Die wissenschaftliche Auseinandersetzung mit sozialräumlichen Strukturen
Der Zusammenhang zwischen (städtischem) 'Raum' und sozialen Strukturen wird spätestens seit Beginn des 20. Jahrhunderts im Rahmen der Soziologie, besonders der Stadtsoziologie, untersucht. Neuere Teildisziplinen innerhalb der Soziologie, die sich (auch) mit sozialräumlichen Strukturen auseinandersetzen, sind die Raumsoziologie und die Architektursoziologie. Durch den hohen Anteil, den die Land- und Forstwirtschaft weiter an der Nutzung der verfügbaren Landflächen auf der Erde hat (siehe auch Landverbrauch), kommt der Land- und Agrarsoziologie ebenso Bedeutung zu.
Die Fachdisziplin Soziologie geht insgesamt davon aus, dass nicht nur Flächenkonkurrenzen, die gebaute Umwelt oder die Platzierung von sozialen Gruppen (residentielle Segregation) die sozialräumliche Struktur beeinflussen. Entscheidend für die Entwicklung der sozialräumlichen Strukturen sind zudem soziale Beziehungsnetze sowie die Anschauungen, Aneignungs- und Bewältigungsstrategien der Bewohner von Stadt und Land.
Die wissenschaftlich-empirische Auseinandersetzung mit der sozialräumlichen Struktur suchen auch die Wissenschaftsdisziplinen: Humangeographie (hier besonders Bildungsgeographie), Sozialgeographie, Sozialökologie, soziale Ökologie, Sozialpädagogik / Soziale Arbeit (Sozialraumorientierung), Geschichtswissenschaft und Raumforschung. Eine interdisziplinäre Definition von „sozialräumlicher Struktur“ wird nicht unbedingt angestrebt. Vielmehr greifen die Disziplinen einzelne der o. g. Aspekte heraus und fassen diese unter „sozialräumliche Struktur“.
Diese je fachspezifischen Zugänge zur sozialräumlichen Struktur eines „Sozialraums“ sind vom Konzept des „sozialen Raums“ des französischen Soziologen Pierre Bourdieu zu unterscheiden. Bourdieu verfolgt in erster Linie einen soziologischen Ansatz und zielt auf die Beschreibung und die Erklärung des Entstehens von sozialen Positionen (vgl. hierzu auch „Objektive versus subjektive Schichtung“). Bourdieu unterscheidet deutlich zwischen dem physischen und dem sozialen Raum. Allerdings folgert auch Bourdieu: „Der soziale Raum weist die Tendenz auf, sich mehr oder weniger strikt im physischen Raum in Form einer bestimmten distributionellen Anordnung von Akteuren und Eigenschaften niederzuschlagen.“
In der NS-Zeit haben sich empirisch arbeitende Sozialwissenschaftler mit sozialräumlichen Strukturen auseinandergesetzt ‒ meist um politische Unterdrückung mitzutragen: Diese Wissenschaftler unterstützten eine Politik des Ausgrenzens und des Vernichtens, der Legitimation nationalsozialistischer Herrschaft und ihrer Formen sozialer Ungleichheit, des Rassismus, des Antisemitismus, der Formung nationalsozialistischer „Volksgemeinschaft“, der Siedlungsplanung in besetzten Ländern, der sozialhygienischen Flächensanierung, der Stigmatisierung von Individuen zu sozialen Randgruppen  u. a. (siehe auch Soziologie im Nationalsozialismus; Hochschularbeitsgemeinschaften für Raumforschung).

## Sozialräumliche Struktur in der (kommunalen) Statistik, Planung und Sozialarbeit
Die Kommunalstatistik definiert zunehmend statistische Gebiete auch als „Sozialräume“. Für diese statistischen Gebiete werden meist Gebietsgrenzen unterhalb der Grenzen eines Stadtteils anhand sozialer Merkmale definiert. Diese Sozialräume dienen unterschiedlichen Akteuren für unterschiedliche Ziele. So werden zum Beispiel Interessenkonflikte zwischen Sozialplanern und Sozialarbeitern beschrieben:
„Wer die Allokation und die Finanzierung von Infrastruktur plant und verantwortet, sieht den Sozialraum anders als diejenigen, die primär die Notlagen und Entwicklungschancen der dort lebenden Menschen im Blick haben. Für Sozialarbeiterinnen und Sozialarbeiter, die eher die sozialen Beziehungen der Bewohnerschaft interessieren, sind beispielsweise exakte territoriale Grenzen oftmals zweitrangig. Für sie ist der Sozialraum in erster Linie ein Gebiet, in dem Menschen ihr Leben organisieren und im Alltag die dafür notwendigen Institutionen vorfinden sollen. Für Sozialplanerinnen und Sozialplaner ist die physische Gestalt des Raumes von hoher Bedeutung, sie ziehen exakte Grenzen und vergleichen Sozialräume miteinander sowie mit der Gesamtheit der Gebietskörperschaft. Für sie ist der Sozialraum ein Container für Infrastruktur bzw. für soziale Programme, deren Wirkung dann auch im sozialräumlichen Raster überprüft werden muss.“ 
Auf der kommunal-administrativen Ebene ist häufig nicht strittig, dass sozialräumliche Gliederung abgebildet wird, sondern welche Handlungsbedarfe daraus für welche sozialen Gruppen entstehen.